# Guerras civiles en Grecia 1823–1825
Las guerras civiles griegas de 1823-1825 fueron dos conflictos militares sucesivos dentro de la Revolución griega, en los que facciones rivales del movimiento independentista lucharon entre sí.
Los enfrentamientos de poder entre las élites civiles del parlamento y los líderes militares del ejecutivo provocaron conflictos internos que debilitaron considerablemente la revolución e impidieron que los griegos consolidaran su control sobre el Peloponeso.
El gobierno de Georgios Kunturiotis se enfrentó al gobierno opositor liderado por Theodoros Kolokotronis. Mientras que la primera guerra civil concluyó con un acuerdo, la segunda terminó con el encarcelamiento de Kolokotronis y sus seguidores.

## Primera Guerra Civil (1823-1824)

### Inicio del primer conflicto (abril de 1823 a noviembre de 1823)
Los primeros años de la revolución se caracterizaron por éxitos inesperados de los griegos, hasta aproximadamente 1823, cuando las discrepancias políticas dieron lugar a la formación de dos gobiernos provisionales rivales.

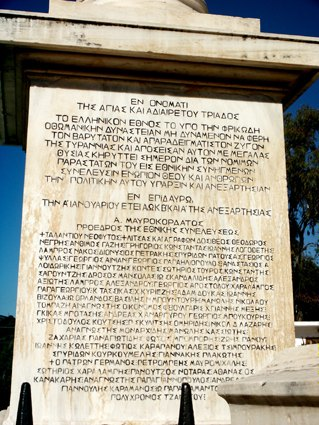
El monumento en Nea Epidavros conmemora la primera Asamblea Nacional Griega del 20 de diciembre de 1821. El monumento representa el inicio de la Declaración de Independencia de Grecia.

Después de los primeros éxitos griegos en la Guerra de Independencia, se celebró la Segunda Asamblea Nacional en Astros. La Primera Asamblea Nacional de Epidauro ya había redactado una constitución en 1821 y establecido un gobierno para los territorios liberados. En Astros, Alexandros Mavrokordatos fue elegido presidente del Ejecutivo, mientras que Alexandros Ypsilantis, aunque convocó la Asamblea, recibió únicamente un cargo menor como presidente de la Legislatura.

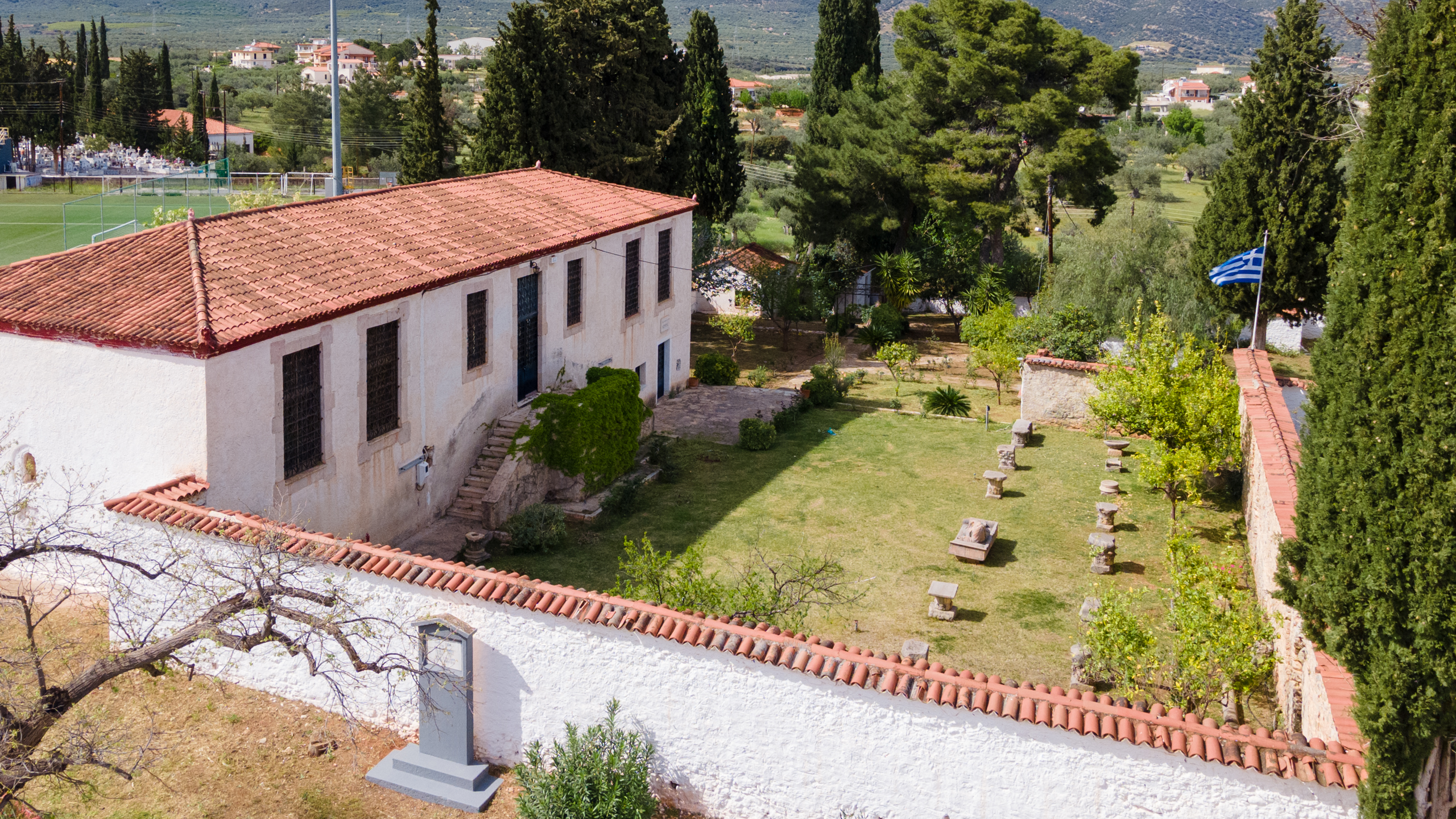
El actual Museo Arqueológico de Astros, en Arcadia, Grecia, está situado en el lugar donde se celebró la Segunda Asamblea Nacional.

En la Segunda Asamblea Nacional de Astros, celebrada en marzo de 1823, se intentó revisar la constitución basada en la Constitución revolucionaria francesa. Este intento de centralización provocó un conflicto entre dos facciones políticas. El primer grupo estaba formado por los llamados «Archontes» (probablemente los Kotzabásidas), miembros de la élite civil que constituían la mayoría en el parlamento. El segundo estaba dominado por los «militares», que controlaban el poder ejecutivo.
Debido a los conflictos internos y a la inestabilidad política, Georgios Koundouriotis, como líder del gobierno, se vio obligado a refugiarse en la isla de Hidra en diciembre de 1822, mientras que Kolokotronis y sus seguidores se opusieron tanto a él como al gobierno vigente.

### Desarrollo de la Primera Guerra Civil (noviembre de 1823 a mayo de 1824)

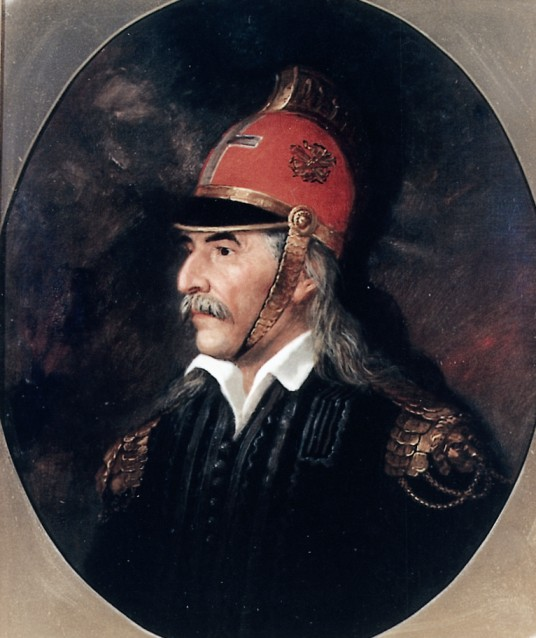
Theodoros Kolokotronis

En 1823 estalló una guerra civil entre dos figuras prominentes de la Revolución griega: el líder partidario Theodoros Kolokotronis y Georgios Koundouriotis, presidente del gobierno provisional constituido en enero de 1822.
En marzo de 1824, el gobierno de Kunturiotis comenzó el asedio de Nafplio y Trípoli. Tras un mes de combates, el 22 de mayo se alcanzó un acuerdo entre Theodoros Kolokotronis, Andreas Londos y Andreas Zaimis, poniendo fin a la primera guerra civil.

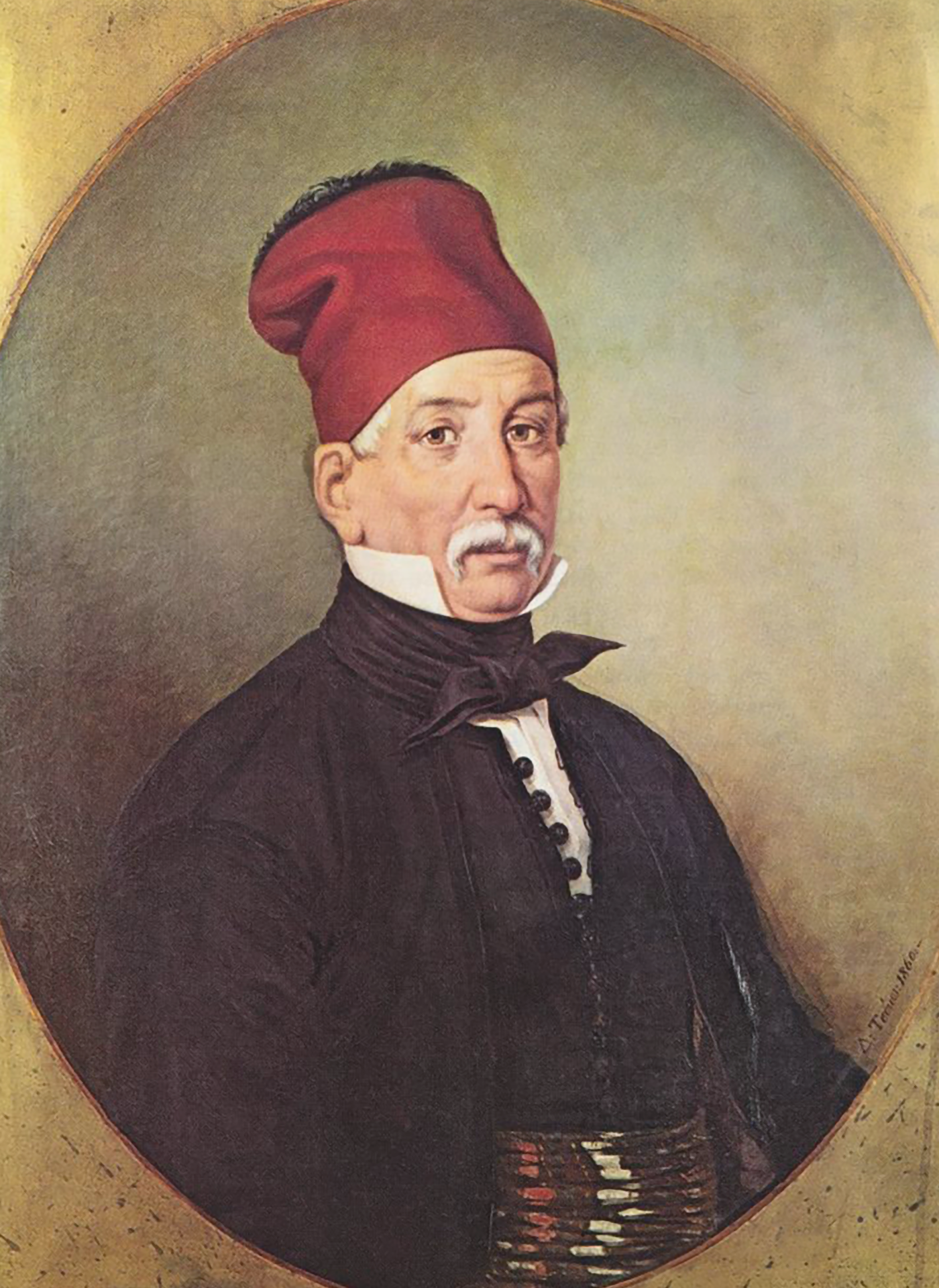
Georgios Koundouriotis

## Segunda Guerra Civil (1824-1825)

### Inicio del segundo conflicto
Sin embargo, muchos miembros del nuevo gobierno no estaban satisfechos con el contenido moderado de los compromisos. Durante este período, el gobierno recibió dos cuotas de un préstamo inglés, lo que fortaleció su posición. Surgieron más tensiones entre los partidarios de Koundouriotis y el ejecutivo, tras lo cual Zaimis se alió con Kolokotronis y lideró la resistencia contra la recaudación de impuestos en Trípoli.

### Desarrollo de la Segunda Guerra Civil (octubre de 1824 a febrero de 1825)
En octubre de 1824, finalmente estalló la Segunda Guerra Civil, provocada por la oposición a los impuestos.
Las familias nobles de la isla de Hidra se aliaron con combatientes del continente griego para luchar contra los peloponesios, que habían sido excluidos de la mayoría de los cargos políticos después de la formación de un nuevo gobierno provisional. La guerra, en la que Kolokotronis jugó un papel importante, terminó con una victoria para los hidriotas, que fueron apoyados por los británicos y los capitanes klepht de Roumeli (Grecia central).
Kolokotronis fue encarcelado el 6 de febrero de 1825.

## Seguir

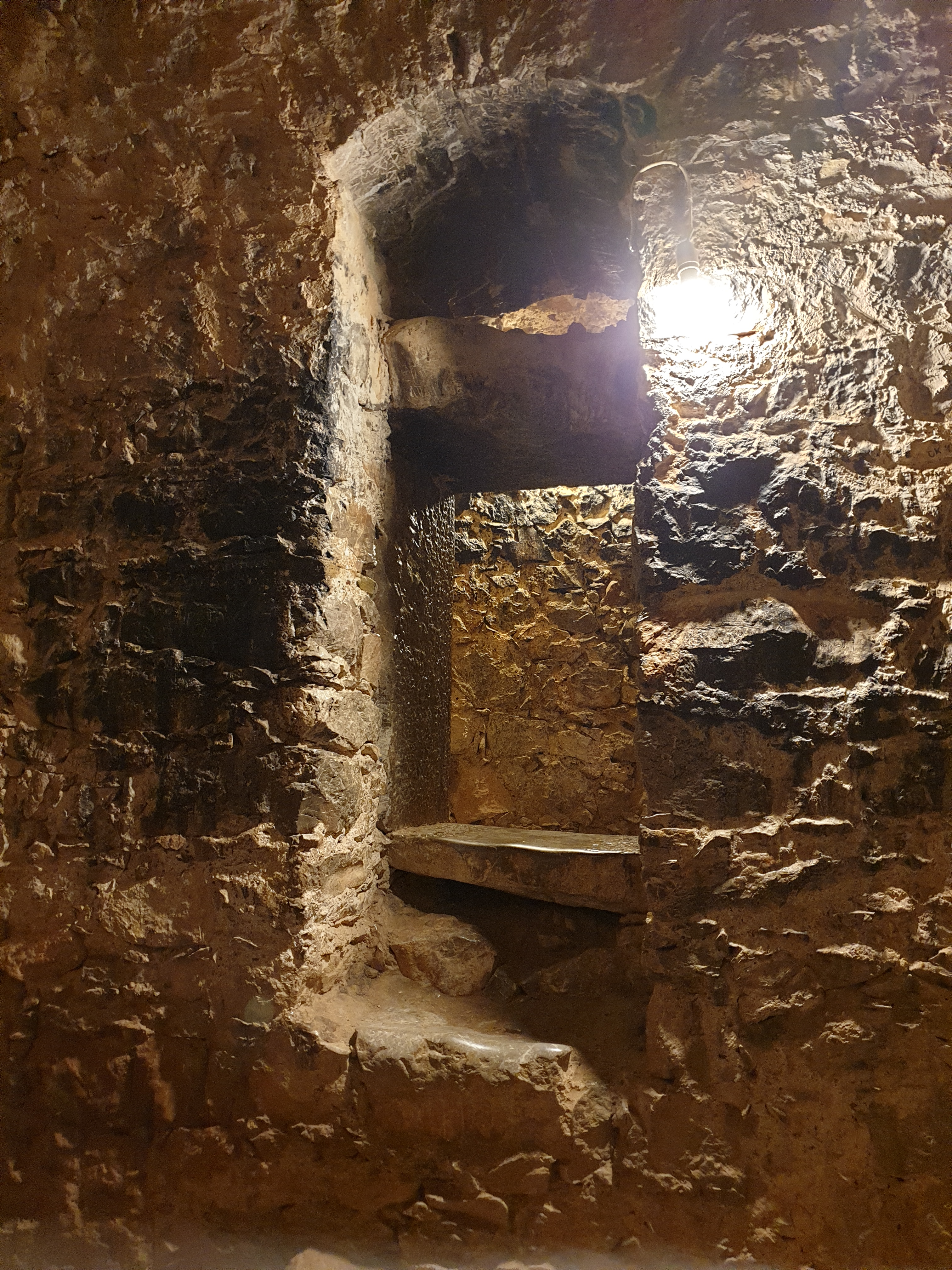
Celda de la prisión donde estuvo recluido Theodoros Kolokotronis.

Los peloponesios derrotados tuvieron que huir o fueron encarcelados, incluido el destacado líder partisano Theodoros Kolokotronis. A pesar de esta victoria, el fin de la guerra civil no garantizó una estabilidad duradera. Aunque Koundouriotis estaba firmemente establecido como líder, su gobierno y toda la revolución estuvieron al borde del colapso sólo unas semanas más tarde con la llegada de las tropas egipcias bajo el mando de Ibrahim Pasha, enviadas por los turcos para apoyarlo (1825). Esta invasión sumió a la revolución en una crisis existencial.